# Svenkoeltzia
Svenkoeltzia es un género de orquídeas perteneciente a la subfamilia Orchidoideae. Es originaria de México.

## Especies
A continuación se brinda un listado de las especies del género Svenkoeltzia aceptadas hasta mayo de 2011, ordenadas alfabéticamente. Para cada una se indica el nombre binomial seguido del autor, abreviado según las convenciones y usos y la publicación válida.
1. Svenkoeltzia congestiflora (L.O.Williams) Burns-Bal., Orchidee (Hamburg) 40: 12 (1989).
2. Svenkoeltzia luzmariana R.González, Bol. Inst. Bot. (Guadalajara) 7: 40 (1999 publ. 2000).
3. Svenkoeltzia patriciae R.González, Bol. Inst. Bot. (Guadalajara) 7: 45 (1999 publ. 2000).